# Allysa Seely
Allysa Seely (Phoenix, Arizona; 4 de enero de 1989) es una paratriatleta estadounidense y medallista de oro en los Juegos Paralímpicos de Verano 2016.

## Antecedentes
Creció en Glendale, Arizona y se graduó de la Mountain Ridge High School en 2007. Posteriormente aistió a la Universidad Estatal de Arizona.
En septiembre de 2008, corrió su primer triatlón como parte de un grupo que recauda dinero para la investigación del cáncer y luego se unió al equipo de triatlón de la Universidad Estatal de Arizona. En 2010,fue diagnosticada con malformación de Chiari II, invaginación basilar y síndrome de Ehlers-Danlos. En agosto de 2013, le amputaron la pierna izquierda debajo de la rodilla.

## Carrera deportiva
Fue clasificada a nivel nacional en triatlón antes de sus diagnósticos y amputación. Es dos veces campeona del mundo en paratriatlón, habiendo ganado en 2015 y 2016.

### Juegos Paralímpicos de Verano 2016
Cocompitió en los Juegos Paralímpicos de Verano 20. Glganó la medalla de oro el Paratriathlon. También compitió en atletismo en el evento de 200 metros femeninos, donde ocupó el sex lugar.

## Vida personal
Reside en Colorado Springs, Colorado junto a su golden retriever y entrena en el Centro de Entrenamiento Olímpico.

## Historia competitiva
| Año  | Evento                                         | Posición | Registro | Clase |
| ---- | ---------------------------------------------- | -------- | -------- | ----- |
| 2012 | Edmonton Triathlon World Cup                   |          | 1:25:07  | TRI-5 |
| 2012 | World Grand Final Auckland                     |          | 1:17:43  | TRI-5 |
| 2014 | Yokohama World Paratriathlon Event             |          | 1:30:12  | PT3   |
| 2014 | Triathlon Pan American Championships Dallas    |          | 1:41:07  | PT3   |
| 2014 | Chicago World Paratriathlon Event              |          | 1:30:38  | PT3   |
| 2014 | Magog World Paratriathlon Event                |          | 1:29:41  | PT3   |
| 2014 | World Grand Final Edmonton                     | 4        | 1:36:29  | PT3   |
| 2014 | USA Paratriathlon National Championships       |          | 1:50:31  | PT3   |
| 2015 | Triathlon American Championships Monterrey     |          | 1:28:48  | PT2   |
| 2015 | London World Paratriathlon Event               |          | 1:35:34  | PT2   |
| 2015 | Besançon World Paratriathlon Event             |          | 1:34:27  | PT2   |
| 2015 | Rio de Janeiro World Paratriathlon Event       |          | 1:28:25  | PT2   |
| 2015 | Detroit World Paratriathlon Event              |          | 1:20:37  | PT2   |
| 2015 | Edmonton World Paratriathlon Event             |          | 1:30:33  | PT2   |
| 2015 | World Grand Final Chicago                      |          | 1:25:03  | PT2   |
| 2016 | Paratriathlon American Championships Sarasota  |          | 1:17:29  | PT2   |
| 2016 | World Championships Rotterdam                  |          | 1:23:46  | PT2   |
| 2016 | Paralympic Paratriathlon PT2                   |          | 1:22:55  | PT2   |
| 2016 | Paralympic 200 Meters T36                      | 6        | 32.36    | T36   |
| 2017 | Paratriathlon American Championships Sarasota  |          | 1:17:47  | PTS2  |
| 2017 | Gold Coast World Paratriathlon Series          |          | 1:26:35  | PTS2  |
| 2017 | Yokohama World Paratriathlon Series            |          | 1:21:01  | PTS2  |
| 2017 | World Grand Final Rotterdam                    |          | 1:24:50  | PTS2  |
| 2018 | World Paratriathlon Series Yokohama            |          | 1:17:39  | PTS2  |
| 2018 | Iseo - Franciacorta World Paratriathlon Series |          | 1:19:22  | PTS2  |
| 2018 | Edmonton World Paratriathlon Series            |          | 1:21:54  | PTS2  |
| 2018 | World Grand Final Gold Coast                   |          | 1:17:54  | PTS2  |
| 2019 | World Paratriathlon Series Milan               |          | 1:17:44  | PTS2  |
| 2019 | World Paratriathlon Series Yokohama            |          | 1:19:38  | PTS2  |
| 2019 | World Paratriathlon Series Montreal            |          | 1:20:12  | PTS2  |
| 2019 | Tokyo World Cup                                | DNF      |          | PTS2  |
| 2019 | World Grand Final Lausanne                     |          | 1:25:18  | PTS2  |